# جغرافیای سیاسی در کتاب ۱۹۸۴
اوشینیا (به انگلیسی: Oceania)، اوراسیا (به انگلیسی: Eurasia) و ایستاسیا (به انگلیسی: Eastasia) سه ابرکشور خیالی در رمان پادآرمانشهری ۱۹۸۴ نوشته جورج اورول هستند. تمام ساکنان اوشینیا اطلاعاتی که از جهان پیرامون خود دارند همان اطلاعاتی است که حزب می‌خواهد آنها بدانند، بنابراین اطلاعات مشخصی از چگونگی تقسیم جهان بین سه ابرقدرت وجود ندارد. حتی خواننده نمی‌توان با قاطعیت نظر بدهد که آیا این جهان سیاسی واقعاً در واقعیت رمان وجود دارند یا اینکه این فقط یک خط داستانی هست که توسط حزب حاکم برای پیشبرد کنترل اجتماعی ابداع شده‌است. بنظر می‌آید که این سه ابرقدرت پس از دوره بیست ساله جنگ هسته‌ای و فروپاشی داخلی، بین سال‌های ۱۹۴۵ تا ۱۹۶۵، پدید آمدند.

## جمع‌آوری مدارک

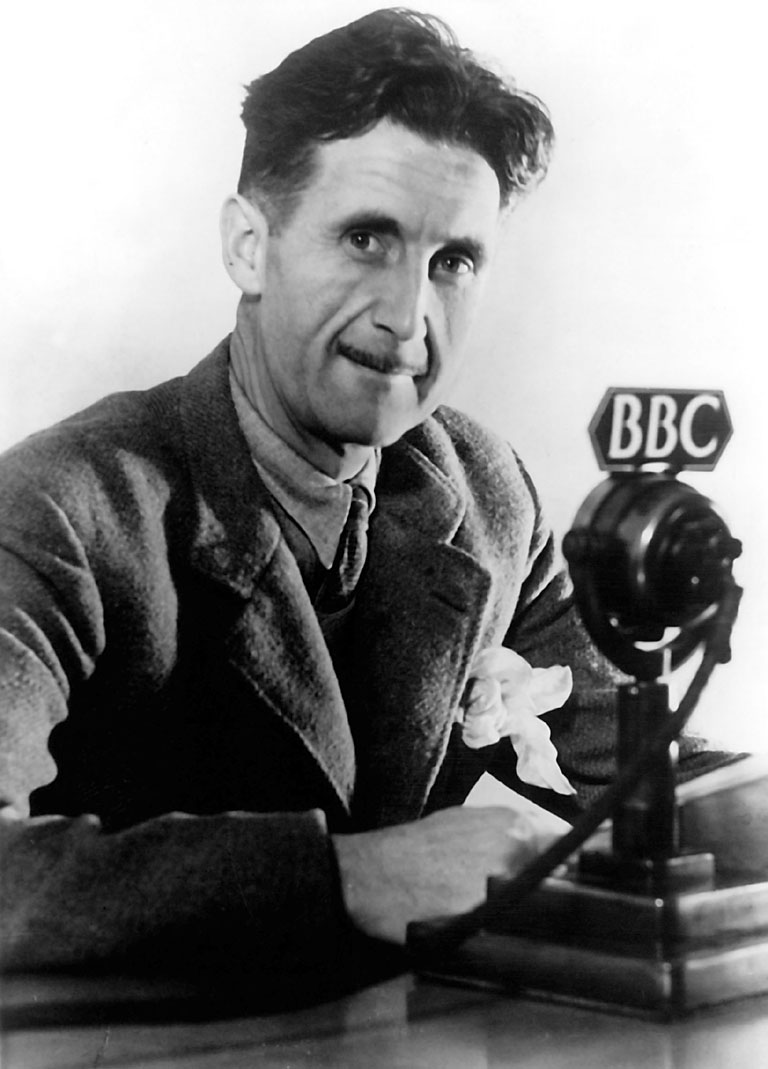
دوران فعالیت جورج اورول، نویسنده رمان ۱۹۸۴، در بی‌بی‌سی (زمان جنگ جهانی دوم) بر خلق اوشینیا تأثیرات زیادی داشت.

تمام اطلاعات ما از جامعه، اقتصاد و سیاست اوشینیا، و رقیبانش، از کتاب تخیلی امانوئل گلدشتاین، به نام نظریه و کاربرد نظام اشتراکی جمعی است. شخصیت اصلی داستان، وینستون اسمیت، پس از پیوستن به انجمن اخوت گلدشتاین، که ضد حزب حاکم اوشینیا فعالیت می‌کند، نسخه‌ای از این کتاب را مخفیانه از انجمن دریافت می‌کند. شکل ظاهری در متن کتاب اینگونه توصیف می‌شود: «کتابی ضخیم با جلد سیاه رنگ، صحافی ناشیانه و بدون هیچ نام و عنوانی در روی جلد. لبه صفحات رفته و گویا کتاب مدام دست به دست چرخیده بود، زیرا صفحات آن به راحتی جدا می‌شدند.» این کتاب وسیله‌ای ادبی است که اورول از آن برای ایجاد ارتباط بین گذشته و حال در سال ۱۹۸۴ استفاده می‌کند. اورول قصد داشت که کتاب گلدشتاین را به تقلید از کتاب تروتسکی (که شخصیت گلدشتاین نیز با الهام از او خلق شد) به نام «انقلابی که به آن خیانت شد: اتحاد شوروی چیست و به کجا می‌رود؟» (۱۹۴۱) بنویسد.

## تاریخچه تقسیم جهان
تقسیم جهان به ۳ ابرقدرت در میانه‌های قرن بیستم پیش‌بینی می‌شده‌است. در آغاز روسیه، اروپا را جذب می‌کند و «اوراسیا» شکل می‌گیرد. ایالات متحده آمریکا نیز با جذب بریتانیا «اوشینیا» را پدیدمی‌آورد و جهان به دو ابرقدرت تقسیم می‌شود. «ایستاسیا»، پس از یک دهه جنگ‌های نامنظم به عنوان نیرویی متمایز ظاهر می‌شود و جهان به سه ابرقدرت تقسیم می‌شود. این سه ابرقدرت از ۲۵ سال پیش از سال ۱۹۸۴، دائماً با هم در جنگ هستند؛ به این صورت که هرگاه دو ابرقدرت با هم در حال جنگند، با ابرقدرت سوم در صلح به سر می‌برند. در کتاب تشریح شده‌است که تقسیم منابع جهان به گونه‌ای صورت گرفته که هرگز یک ابرقدرت به‌طور کامل شکست نخواهد خورد.